# Elecciones generales de Austria de 1983
Las elecciones parlamentarias de Austria fueron realizadas el 24 de abril de 1983. El resultado fue la victoria del Partido Socialdemócrata, quién obtuvo 90 de los 183 escaños, e ingresó en un gobierno de coalición con el Partido de la Libertad de Austria. La participación electoral fue de un 92.6%.

## Resultados
| Partido                 | Partido                            | Votos     | %    | Escaños | +/–   |
| ----------------------- | ---------------------------------- | --------- | ---- | ------- | ----- |
|                         | Partido Socialdemócrata de Austria | 2.312.529 | 47.6 | 90      | –5    |
|                         | Partido Popular Austríaco          | 2.097.808 | 43.2 | 81      | +4    |
|                         | Partido de la Libertad de Austria  | 241.789   | 5.0  | 12      | +1    |
|                         | Verdes Unidos de Austria           | 93.798    | 1.9  | 0       | Nuevo |
|                         | Lista Alternativa de Austria       | 65.816    | 1.4  | 0       | Nuevo |
|                         | Partido Comunista de Austria       | 31.912    | 0.7  | 0       | 0     |
|                         | Partido de Austria                 | 5.851     | 0.1  | 0       | Nuevo |
|                         | Movimiento Antiinmigración         | 3.914     | 0.0  | 0       | Nuevo |
|                         | Votos en blanco/nulos              | 69.037    | –    | –       | –     |
| Total                   | Total                              | 4.922.454 | 100  | 183     | 0     |
| Fuente: Nohlen & Stöver |                                    |           |      |         |       |